# Maria Teresa af Luxembourg
Storhertuginde Maria Teresa af Luxembourg (født Maria Teresa Mestre y Batista-Falla, 22. marts 1956 i Havana, Cuba) er Luxembourgs nuværende storhertuginde gennem sit ægteskab med storhertug Henri af Luxembourg.

## Ægteskab og børn
Maria Teresa blev gift 14. februar 1981 med Arvestorhertug Henri af Luxembourg. Parret har fem børn:
1. Guillaume af Luxembourg (11. november 1981) – Arvestorhertug
2. Félix af Luxembourg (3. juni 1984)
3. Louis af Luxembourg (3. august 1986) – gift 2006 med Tessy Antony og har 2 børn.
4. Alexandra af Luxembourg (16. februar 1991)
5. Sébastien af Luxembourg (16. april 1992)

## Dekorationer
- Danmark: Ridder af Elefantordenen (R.E.)  (2003)[1]
- Letland: Kommandør af Storkorset af Trestjerneordenen (Le.S.1.)  (4. december 2006).[2]
- Norge: Storkors af Sankt Olavs Orden (No.St.O.1.)  (1996)[3]